# Touhou Project
Touhou Project (яп. 東方Project , То:хо: Пуродзэкуто, «Проект „Восток“») или Project Shrine Maiden — серия компьютерных игр в жанре даммаку (скролл-шутер) (яп. 弾幕, «пулевая завеса»), созданная японской компанией Team Shanghai Alice, состоящей из одного человека, известного под псевдонимом ZUN. ZUN в одиночку производит графику, музыку и программный код своих игр.
Сюжет Touhou Project завязан вокруг странных феноменов, происходящих в Гэнсокё, вымышленной местности, населённой людьми и ёкаями, сверхъестественными существами. До событий в играх Гэнсокё был изолирован от внешнего мира магическим барьером. Протагонист серии, синтоистская жрица (мико) Рэйму Хакурэй, обеспечивает работоспособность барьера и сражается с враждебно настроенными ёкаями.
Первая игра серии вышла в 1996 году на японских компьютерах NEC PC-98, 6-я и все последующие части были выпущены на PC. На данный момент серия состоит из 28 игр, включая 10 спин-оффов.
Серия стала медиафраншизой, включающей в себя спин-оффы — файтинги, фанбуки, музыкальные CD, ранобэ и мангу в дополнение к основной серии. ZUN делает основные игры самостоятельно, однако за исполнение файтингов под его руководством отвечает студия Twilight Frontier, а иллюстрации для фанбуков, официальной манги и ранобэ выполняются другими художниками.
Благодаря разрешению создателя производить и продавать фанатские работы (в их числе фан-арт, додзинси, альбомы додзин-музыки и неофициальные игры, использующие вселенную и персонажей Touhou Project) и особенностям додзин-культуры, позволяющей распространять эти работы на Комикетах и иных мероприятиях, серия Touhou Project обрела популярность в Японии и в Интернет-среде, объяснимую лишь эффектом снежного кома, став уникальным в своём роде культурным феноменом.
В 2010 году серия «Touhou Project» была отмечена в игровом издании Книги рекордов Гиннесса, как «самая плодотворная серия любительских скролл-шутеров» (most prolific fan made shooter series).

## Разработка
Первые 5 игр серии были выпущены на японских компьютерах NEC PC-98, когда ZUN находился в студенческом кружке «Amusement Makers». Позднее ZUN покинул Amusement Makers и в 2002 году основал собственный додзин-кружок под названием «Team Shanghai Alice». Все последующие игры выходили под Windows и значительно превосходили предшествующие части в плане графики и звука. ZUN является единственным официальным членом компании Team Shanghai Alice и сам занимается написанием кода и музыки, а также дизайном.
В своём выступлении в Университете Мэйдзи ZUN сообщил о причине выбора названия: «Мне нравится японская атмосфера, поэтому я назвал проект „Touhou“ („Восток“)».
Названия большинства игр и литературы серии построены по следующей схеме:
```
東方
японское название
 〜 
Английское название
.
```

Слова в английском названии пишутся с заглавной буквы, союзы и артикли — со строчной. Точка в конце также входит в название.
Пример:
```
東方紅魔郷 〜 the Embodiment of Scarlet Devil.
```

### Публикация
Игры публикуются на Комикете как додзин-софт. ZUN, как единственный член додзин-кружка Team Shanghai Alice, продаёт собственноручно записанные диски на ярмарке, наравне с кружками, публикующими производные по Touhou работы. Регулярные релизы официальных игр серии становятся значительными событиями на Комикете, собирающем до полумиллиона человек дважды в году.
В 2015 году ZUN опубликовал Touhou 14 на онлайн-платформе Playism.
Touhou 16, которая была впервые опубликована на Комикете-92 11 августа 2017 года, первой из всей серии была размещена на платформе Steam 18 ноября 2017 года, таким образом приобретение игры стало доступно западной аудитории. Игра была опубликована без какой-либо локализации, однако была переведена на английский, русский и другие языки в течение нескольких дней фанатами серии. Сам ZUN утверждает, что больше доверяет фанатам в вопросе локализации и интерпретации его работ, нежели компаниям по локализации.

## Игровой мир

### Предыстория
Действие происходит в вымышленной локации Гэнсокё (яп. 幻想郷 Гэнсо:кё:, букв. «Деревня-иллюзия»), состоящей из деревни людей и некоторой области вокруг, находящейся в удалённой горной местности в Японии. По первоначальной задумке это было просто «далёкое отрезанное от мира место в восточной стране». Задолго до начала событий Touhou Project в этом месте во множестве обитали нечеловеческие существа, такие, как ёкаи, а также существовало небольшое поселение людей. После загадочных исчезновений люди стали опасаться этого места, однако были и те, кто селился там нарочно с целью истребления ёкаев. С течением времени люди в мире развили цивилизацию и науку, их население изрядно возросло, а их вера в предрассудки упала, что поставило ёкаев — существ, возникших из древнейшего страха темноты, боязни неизведанного — перед угрозой исчезновения. Поэтому, чуть более чем за 100 лет до событий «Embodiment of Scarlet Devil», мудрецы из ёкаев создали «барьер между реальностью и фантазией», который был одобрен ёкаями и был способен поддерживать баланс. Этот «проект расширения влияния ёкаев» сделал Гэнсокё ограниченным фантасмагоричным местом, куда автоматически попадали и где могли существовать ослабленные во внешнем мире сверхъестественные существа.

### Гэнсокё за барьером
В результате наложения печати Гэнсокё стал недоступным из внешнего мира, а жители деревни оказались неспособными вернуться. Стало невозможным доказать существование Гэнсокё ровно так же, как невозможно было доказать существование внешнего мира, находясь внутри барьера. В результате этого изолированное сообщество развило собственную цивилизацию, отличащуюся от реалий внешнего мира. Хоть это место и ограничено барьером, оно всё же имеет точки соприкосновения, границы с внешним миром, а не является параллельной вселенной. Гэнсокё — ограниченная сушей территория, без выхода к морю, однако он обладает связью с другими потусторонними локациями, включая серию загробных миров из различных мифологий, мир демонов и обитаемую Луну в представлении мифологий Восточной Азии. Его население состоит из колонии людей и множества видов ёкаев, таких как волшебники от рождения, антропоморфные звери, вампиры, оборотни, призраки, тэнгу, русалки, каппы и просто ёкаи, не поддающиеся какой-либо классификации. Также существуют и другие виды, которые имеют много общего с ёкаями по своей сути, такие как феи, духи, юрэй, онрё, полтергейсты, отшельники, они и боги (ками).
В нынешнем Гэнсокё, фигурирующем во всех играх, начиная с EoSD, в противоположность отрицаемым как «предрассудки» во внешнем мире противоестественным явлениям, в которые утратилась вера ещё с периода Мэйдзи, преобладает магия, а духовные существа приобретают форму. Единственный известный портал в наш мир находится в храме Хакурэй (яп. 博麗神社 Хакурэй дзиндзя), расположенном на восточной границе Гэнсокё. Благодаря развитию науки во внешнем мире до современного состояния люди перестали бояться сверхъестественного, от чего всё, что считается людьми по ту сторону барьера «несуществующим», стало, благодаря свойствам барьера, появляться внутри Гэнсокё, который стал таким образом «Восточной страной чудес». Помимо этого сквозь него в Гэнсокё смогли попадать «предаваемые забвению» во внешнем мире предметы и объекты, от граммофонов и ЭЛТ-телевизоров до заброшенных особняков. В Гэнсокё были приняты «правила спелл-карт», позволяющие людям и ёкаям выяснять отношения в честных и не летальных поединках, что оказалось необходимым для поддержания баланса в Гэнсокё, поскольку в природе ёкаев — нападать на людей, но если бы они истребили всех людей в Гэнсокё, было бы некому поддерживать их существование верой в них. Великий барьер Хакурэй, за которым наблюдает жрица храма Хакурэй, «барьер здравого смысла», служит сильным логическим барьером, который ёкаи, намеревающиеся попасть наружу, преодолеть не в состоянии. Сами ёкаи долгое время были против его возведения, но оценили его пользу и приняли это как данность.
Летоисчисление Гэнсокё начинается с момента создания Барьера (приблизительно 1885 год н. э.), названия месяцев взяты из традиционного японского календаря.

### Внутриигровые события
Периодически в Гэнсокё происходят события, называемые инцидентами. Инцидент — событие, которое влияет на всё Гэнсокё и его причина остаётся неизвестной на момент его возникновения. Сюжет игр Touhou Project обычно основывается на процессе разрешения инцидентов, однако в отдельных работах, таких как Mountain of Faith, происходят события, не попадающие под это определение.
Чаще всего инциденты происходят из за прихоти или любопытства ёкаев, и в обязанности Рэйму Хакурэй входит их расследование и поиск виновника. В большинстве случаев она справляется со своей работой, но иногда инициативу перехватывает ведьма Мариса Кирисамэ или другие разрешители инцидентов. При возникновении серьёзного инцидента духи и феи, испытывая на себе влияние необычайного события и виновника, ощущают прилив сил, от чего бывают случаи, что даже простая фея может одолеть Рэйму. В отдельных случаях даже люди из деревни могут разрешать инциденты.

### Внешний мир
Некоторые обитатели Гэнсокё характеризуются, как «явившиеся из внешнего мира». Другие обладают способностью преодолевать барьер в обе стороны.
Компакт-диски «Музыкальной коллекции ZUN’а» содержат буклеты, на которых развивается отдельная сюжетная линия, повествующая о студентках из клуба оккультизма из недалекого будущего — Марибель Хирн и Рэнко Усами. Их исследования паранормальных явлений подводят их к факту существования Гэнсокё. Наконец, в «Urban Legend in Limbo» появляется персонаж из внешнего мира «нашего времени» — Сумирэко Усами, предок Рэнко.

## Персонажи

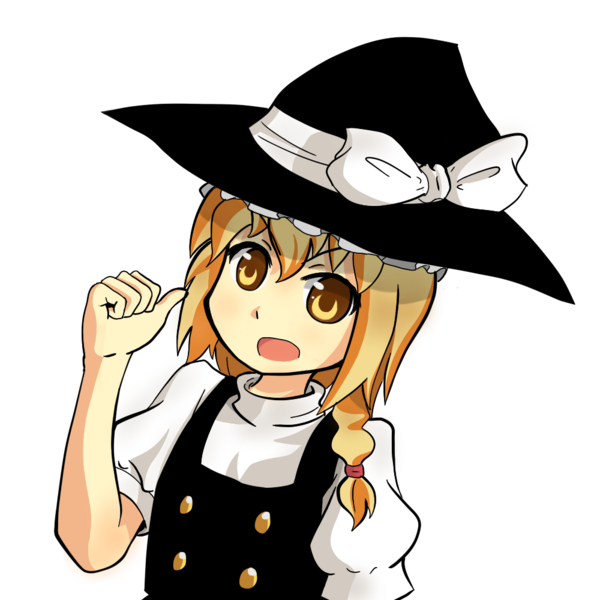
Мариса Кирисамэ

Большинство персонажей, представленных в играх и литературе серии, — женского пола. Многие из них основаны на существах из японской и не только мифологии. Вне зависимости от принадлежности к сверхъестественным существам, их облик, как правило, схож с человеческим, хоть в их внешности и могут присутствовать нечеловеческие элементы (такие как крылья или рога).
Рэйму Хакурэй, жрица храма Хакурэй — протагонист Touhou Project, она появляется во всех частях серии за исключением Shoot the Bullet. Вторая главная героиня, Мариса Кирисамэ, впервые встречается в The Story of Eastern Wonderland в качестве противника, но потом становится подругой Рэйму.
Персонажей мужского пола меньшинство, из них двое присутствуют непосредственно в играх: Гэндзи (черепаха, компаньон Рэйму в первых Touhou-играх) и Ундзан (компаньон босса в Undefined Fantastic Object). Ёки Компаку упоминается в Perfect Cherry Blossom, а полуёкай и продавец антиквариата Ринносукэ Моритика — протагонист «Curiosities of Lotus Asia». Эпизодические мужские персонажи появляются также в официальной манге, например в «Forbidden Scrollery».

## Игровой процесс

Интерфейс игры «Perfect Cherry Blossom».
1. Персонаж игрока.
2. Количество набранных очков (максимальное и текущее).
3. Количество жизней и карт заклинаний.
4. Индикатор огневой мощи и число очков грейзинга.
5. Полоса жизни противника и число оставшихся атак.
6. Специальная информация: число Cherry-очков в Perfect Cherry Blossom, очки времени в Imperishable Night, очки веры в Mountain of Faith, собранные НЛО в Undefined Fantastic Object.
7. Название текущей карты заклинания босса.
8. Индикатор местонахождения противника.

Игрок управляет действиями персонажа посредством клавиатуры или геймпада.
Для большинства игр серии характерны типичные для жанра скролл-шутера элементы геймплея: персонаж (все героини Touhou-игр умеют летать) может свободно перемещаться в вертикальном и горизонтальном направлениях, а также изначально способен вести непрерывную стрельбу. Как правило, «пули» покрывают узкую область в форме колонны или конуса протяжённостью от героя до верхней границы экрана. По мере прохождения уровня игрок сталкивается с многочисленными, но легко убиваемыми противниками. Так как Touhou-игры относятся к «маниакальному» типу скролл-шутеров, персонажу приходится уворачиваться от большого количества пуль. Часто пули выпускаются запрограммированными визуальными паттернами во все стороны, иногда в такт музыке, не столько для того, чтобы попасть в игрока, сколько для привнесения элементов эстетики в геймплей.
Огневая мощь увеличивается при собирании определённых предметов, которые выпадают из поверженных врагов; в зависимости от персонажа меняется и характер стрельбы. Другие бонус-предметы могут давать дополнительные очки, жизни или бомбы — «карты заклинаний».
Карты заклинаний (англ. Spell Card) — мощные заклятия, дающие кратковременную неуязвимость и очищающие экран от пуль и врагов, частично или полностью. Спелл-карты противника — проименованные атаки, создаваемые в уникальных паттернах, часто требующие выработки специальной тактики для того, чтобы их пройти, и учитывающиеся во внутриигровой статистике.
Игрок может использовать режим фокуса, уменьшающий скорость персонажа и делающий видимым «хитбокс» (англ. hitbox, область спрайта персонажа для обнаружения столкновений), что позволяет легче маневрировать среди большого количество пуль; при этом обычно изменяется и тип атаки. Если хитбокс персонажа соприкасается с пулей или противником, то теряется одна жизнь, а огневая мощь уменьшается; последнюю можно частично восстановить, если успеть собрать выпавшие при гибели предметы.
«Грэйзинг» (от англ. graze, «слегка касаться») — концепция передвижения, при которой хитбокс персонажа проходит в непосредственной близости от пули противника. Даёт дополнительные очки и, в зависимости от игры, может оказывать некоторое влияние на геймплей. Получить graze-очки с одной пули можно лишь единожды.
В конце каждой стадии игрок должен сразиться с боссом. Поединку обычно предшествует диалог. Бой с боссом состоит из фаз, которые делятся на не заклинания (англ. nonspell) и «карты заклинаний». Во время действия последних пулевые завесы имеют более сложную структуру и более опасны. За прохождение «карт заклинаний» без потери жизней и без использования бомб даются бонусные очки. Существуют также «карты заклинаний на выживание» (англ. Survival Spell Cards), во время действия которых босс становится неуязвимым, и игроку нужно продержаться определённое время.
Для успешного завершения игры нужно пройти все стадии (в Windows-играх их обычно 6). Если игрок ни разу не воспользовался «продолжениями» (англ. continue), то есть ни разу не потерял всех жизней, то он увидит «хорошую концовку» (англ. Good Ending); в противном случае увидит «плохую концовку» (англ. Bad Ending).
Возможен выбор уровня сложности: Easy (лёгкий), Normal (обычный), Hard (тяжёлый), Lunatic (безумный). В зависимости от сложности меняются скорость и плотность пуль и используемые противниками карты заклинаний. Если игрок прошёл все уровни (на сложности от Normal и выше), не используя продолжений, то становится доступной экстра-стадия — уровень повышенной сложности.
Особенности геймплея отдельных частей указаны в нижеследующих разделах.
Записи игр
После прохождения игры на экран выводится общий счёт; если игрок не воспользовался продолжениями, то в Windows-играх серии также предлагается сохранить реплей. Возможность обмениваться записями игр и сравнивать свой счёт с другими игроками привносит в Touhou-сообщество дух соревнования, и некоторые фанатские сайты полностью посвящены игровым рекордам.

## Игры
| 1996 | Highly Responsive for Prayers        |
| 1997 | Story of Eastern Wonderland          |
| 1997 | Phantasmagoria of Dim. Dream         |
| 1998 | Lotus Land Story                     |
| 1998 | Mystic Square                        |
| 1999 |                                      |
| 2000 |                                      |
| 2001 |                                      |
| 2002 | The Embodiment of Scarlet Devil      |
| 2003 | Perfect Cherry Blossom               |
| 2004 | Immaterial and Missing Power         |
| 2004 | Imperishable Night                   |
| 2005 | Phantasmagoria of Flower View        |
| 2005 | Shoot the Bullet                     |
| 2006 |                                      |
| 2007 | Mountain of Faith                    |
| 2008 | Scarlet Weather Rhapsody             |
| 2008 | Subterranean Animism                 |
| 2009 | Undefined Fantastic Object           |
| 2009 | Hisountesoku                         |
| 2010 | Double Spoiler                       |
| 2010 | Fairy Wars                           |
| 2011 | Ten Desires                          |
| 2012 |                                      |
| 2013 | Hopeless Masquerade                  |
| 2013 | Double Dealing Character             |
| 2014 | Impossible Spell Card                |
| 2015 | Urban Legend in Limbo                |
| 2015 | Legacy of Lunatic Kingdom            |
| 2016 |                                      |
| 2017 | Antinomy of Common Flowers           |
| 2017 | Hidden Star in Four Seasons          |
| 2018 | Violet Detector                      |
| 2019 | Wily Beast and the Weakest Creature  |
| 2019 | Gouyoku Ibun                         |
| 2020 |                                      |
| 2021 | Unconnected Marketeers               |
| 2022 | 100th Black Market                   |
| 2023 | Unfinished Dream of All Living Ghost |
| 2024 |                                      |
| 2025 | Fossilized Wonders                   |

### NEC PC-98
Highly Responsive to Prayers (яп. 東方靈異伝 То:хо: Рэйидэн)
- Дата выхода: ноябрь 1996[22]

Первая игра серии. Игровой процесс во многом схож с аркадой Breakout, обладая при этом рядом уникальных черт. Здесь впервые появляется Рэйму Хакурэй, главная героиня «Touhou Project».
The Story of Eastern Wonderland (яп. 東方封魔録 То:хо: Фу:мароку)
- Дата выхода: 15 августа 1997 (52-й Комикет)[22]

Первая «Touhou»-игра в жанре даммаку. По сюжету, Рэйму возвращается после тренировки в храм Хакурэй, обнаруживая его наводнённым ёкаями. Под управлением игрока, она расследует причины вторжения, сталкиваясь по пути с Марисой Кирисамэ — второй главной героиней последующих игр серии.
Phantasmagoria of Dim. Dream (яп. 東方夢時空 То:хо: Юмэдзику:)
- Дата выхода: 29 декабря 1997 (53-й Комикет)[22]

Скролл-шутер, рассчитанный на 2-х игроков. Игровой процесс построен следующим образом: персонаж игрока и его противник находятся в разных областях игрового пространства, разделённого пополам вертикальной чертой. Атаковать оппонента напрямую нельзя, но при определённых условиях можно повлиять на количество пуль, появляющихся на его поле. Следуя сюжетной линии, персонаж, выбранный игроком, отправляется исследовать таинственные руины, находящиеся неподалёку от храма Хакурэй, где сталкивается с другими героинями. Помимо сюжетной части, игра даёт возможность сразиться с любым персонажем на выбор, сыграть с другим человеком, либо же посмотреть на битву двух персонажей, управляемых искусственным интеллектом.
Lotus Land Story (яп. 東方幻想郷 То:хо: Гэнсо:кё:)
- Дата выхода: 14 августа 1998 (54-й Комикет)[22]

Четвёртая часть серии, в которой впервые представлен фокус-режим, ставший важным элементом геймплея последующих «Touhou»-игр. К другим значимым нововведениям относятся отображение количества очков жизни боссов в виде полосок и введение концепции грейзинга. Сюжетную линию игрок может пройти за Рэйму или Марису: героиням нужно добраться до расположенного высоко в горах озера, откуда исходит странная энергия.
Mystic Square (яп. 東方怪綺談 То:хо: Кайкидан)
- Дата выхода: 30 декабря 1998 (55-й Комикет)[22]

Пятая и последняя Touhou-игра на платформе PC-98. Согласно сюжету, одна из четырёх героинь, выбранная игроком, отправляется в мир демонов, врата в который находятся в горной пещере, расположенной за храмом Хакурэй.

### Microsoft Windows
The Embodiment of Scarlet Devil (яп. 東方紅魔郷 То:хо: Ко:макё:)
- Дата выхода: 11 августа 2002 (62-й Комикет)[22][25]

Шестая часть серии и первая Touhou-игра, выпущенная для платформы Windows. Согласно сюжету, Гэнсокё заволакивает странным алым туманом, практически полностью скрывающим солнце. Жрица Рэйму Хакурэй и колдунья Мариса Кирисамэ пытаются выяснить причину возникновения тумана и сталкиваются с его создательницей — таинственной «Алой Дьяволицей».
Perfect Cherry Blossom (яп. 東方妖々夢 То:хо: Ё:ё:му)
- Дата выхода: 17 августа 2003 (64-й Комикет)[22][25]

Седьмая игра серии. В отличие от предыдущих игр, японское и английское названия переводятся по-разному: «Чарующая Мечта» и «Совершенный Цветок Вишни» соответственно. Новым элементом геймплея становится система Cherry-очков: Cherry-бонусы при определённом количестве дают временный защитный барьер, а также влияют на общий счёт. По сюжету Perfect Cherry Blossom, зима в Гэнсокё продолжается, несмотря на наступление мая. Рэйму, Мариса, а также Сакуя Идзаёй направляются на поиски тех, кто задерживает приход весны.
Immaterial and Missing Power (яп. 東方萃夢想 То:хо: Суймусо:)
- Дата выхода: 30 декабря 2004 (67-й Комикет)[25][26]

Игра под номером 7.5, созданная совместно с командой Twilight Frontier. Несмотря на то, что она была выпущена после Imperishable Night, описываемые события по времени происходили раньше. Team Shanghai Alice отвечала за сюжетную линию, некоторую музыку, а также за дизайн уровней и персонажей; игра считается официальной работой компании. Immaterial and Missing Power — это 2D-файтинг с акцентом на использование дальних атак. Изначально игроку доступны персонажи из предыдущих игр: Рэйму Хакурэй, Мариса Кирисамэ, Алиса Маргатройд, Ёму Компаку, Сакуя Идзаёй и Пачули Нолидж (англ. Patchouli Knowledge). Другие персонажи становятся доступны по мере прохождения сюжетной части игры. Один из официальных патчей добавляет в игру Хун Мэйлин, но за неё нельзя играть в режиме прохождения сюжета (англ. story mode).
Imperishable Night (яп. 東方永夜抄 То:хо: Эйясё:)
- Дата выхода: 15 августа 2004 (66-й Комикет)[22][25]

Игра под номером 8. Одной из главных особенностей становится возможность смены персонажа прямо во время игры: изначально игрок может выбрать одну из четырёх команд, каждая из которых состоит из двух героинь (Рэйму Хакурэй и Юкари Якумо, Мариса Кирисамэ и Алиса Маргатройд, Сакуя Идзаёй и Ремилия Скарлет, Ёму Компаку и Ююко Сайгёдзи); переключение между персонажами происходит при нажатии кнопки фокус-режима. Также на смену Cherry-системе приходит параметр «phantom gauge» и концепция «времени». Завязкой сюжета служит исчезновение Луны за несколько часов до начала Лунного фестиваля и замена её неизвестными на фальшивую, не способную стать полной. Команда, выбранная игроком, должна вернуть настоящую Луну до наступления утра.
Phantasmagoria of Flower View (яп. 東方花映塚 То:хо: Каэйдзука)
- Дата выхода: 14 августа 2005 (68-й Комикет)[22][25]

Игра под номером 9. Как и Phantasmagoria of Dim. Dream, этот скролл-шутер рассчитан на 2-х игроков, поэтому геймплей во многом отличается от предыдущих игр. При первом запуске доступно 5 играбельных персонажей, но по мере прохождения становятся доступны и другие. Следуя сюжетной линии, игрок должен выяснить причину несезонного и необычайно сильного цветения растений.
Shoot the Bullet (яп. 東方文花帖 То:хо: Бункатё)
- Дата выхода: 30 декабря 2005 (69-й Комикет)[22][25]

Игра под номером 9.5, единственная часть из всей серии, где отсутствует Рэйму Хакурэй. Основана на официальном произведении «Bohemian Archive in Japanese Red». Главный персонаж — тэнгу Ая Сямэймару, репортёр местной газеты. Сюжетной линии как таковой в Shoot the Bullet нет: Ая вступает в бой с другими персонажами, чтобы сфотографировать применяемые ими узоры-даммаку для своих статей. Особенностью геймплея является отсутствие у игрока какого-либо оружия, кроме фотокамеры, которая очищает область снимка от пуль противника.
Mountain of Faith (яп. 東方風神録 То:хо: Фу:дзинроку)
- Дата выхода: 17 августа 2007 (72-й Комикет)[22][25]

Игра под номером 10. В данной части ZUN переработал систему карт заклинаний: возможность их применения зависит от количества энергии, бомбы действуют одинаково и поражают лишь небольшую область (однако по-прежнему дают кратковременную неуязвимость). Если не считать Shoot the Bullet, это также единственная игра под Windows, где отсутствует грейзинг. По сюжету игры, Рэйму получает послание с требованием закрыть храм Хакурэй, который в противном случае будет разрушен богом Ёкайской горы (яп. 妖怪の山). Управляя Рэйму или Марисой, игрок должен добраться до вершины горы и предотвратить разрушение святилища.
Scarlet Weather Rhapsody (яп. 東方緋想天 То:хо: Хисо:тэн)
- Дата выхода: 25 мая 2008 (5-й Рэйтайсай)[25][26]

Игра под номером 10.5, созданная совместно с командой Twilight Frontier. Является файтингом, как и часть 7.5.
Subterranean Animism (яп. 東方地霊殿 То:хо: Тирэйдэн)
- Дата выхода: 16 августа 2008 (74-й Комикет)[22][25]

Игра под номером 11. В качестве играбельного персонажа можно выбрать Рэйму или Марису; также выбирается помощник, который не участвует в сражении, но влияет на тип выстрела и эффект от бомб (общая концепция которых взята из предыдущей части). Рэйму помогают Ая Сямэймару, Юкари Якумо и Суйка Ибуки. Марисе — Алиса Маргатройд, Пачули Нолидж и каппа-инженер Нитори Кавасиро. Согласно прологу игры, неподалёку от храма Хакурэй неожиданно появляется гейзер. Под управлением игрока, Рэйму или Мариса отправляются в неизведанные глубины Гэнсокё, чтобы выяснить причину пробуждения древних духов земли.
Undefined Fantastic Object (яп. 東方星蓮船 То:хо: Сэйрэнсэн)
- Дата выхода: 15 августа 2009 (76-й Комикет)[25]

Игра под номером 12, анонсированная 26 февраля 2009 года. Демоверсия была представлена 8 марта на 6-м Рэйтайсае. История начинается с того, что Мариса и Рэйму узнают о загадочном летающем корабле, который, согласно слухам, перевозит сокровища богов удачи. Санаэ Котия, ранее встречавшаяся в Mountain of Faith и Subterranean Animism, сообщает им, что видела корабль в небе Гэнсокё. Героиня, выбранная игроком, отправляется на поиски корабля. В этой части второй раз за всю историю серии появляется персонаж мужского пола.
Touhou Hisoutensoku (яп. 東方非想天則 То:хо: Хисо:тэнсоку)
- Дата выхода: 15 августа 2009 (76-й Комикет)[25][26]

Игра под номером 12.3, анонсированная командой Twilight Frontier 23 июля 2009 года. Представляет собой дополнение к файтингу Scarlet Weather Rhapsody. Первая игра серии, не имеющая английского названия.
Double Spoiler (яп. ダブルスポイラー　～ 東方文花帖 Дабуру Супойра: ～ То:хо: Бункатё)
- Дата выхода: 14 марта 2010 (7-й Рэйтайсай)[25]

Игра под номером 12.5, анонсированная ZUN’ом 3 марта 2010 года. Double Spoiler является продолжением Shoot the Bullet; как и прежде, игроку предстоит управлять Аей Сямэймару, которая должна фотографировать противников и их атаки. В роли врагов выступают персонажи Touhou 10—12, включая Рэйму и Марису. На последнем уровне игры появляется также новая героиня — тэнгу Хататэ Химэкайдо; она, как и Ая, делает снимки для своей газеты. После прохождения игроком нескольких этапов последнего уровня Хататэ становится играбельным персонажем. Одной из особенностей геймплея по сравнению с Shoot the Bullet является возможность переключения ориентации «видоискателя» с альбомной на книжную.
Fairy Wars (яп. 妖精大戦争　～ 東方三月精 Ё:сэй Дайсэнсо: ～ То:хо: Сангэссэй)
- Дата выхода: 14 августа 2010 (78-й Комикет)[25]

Игра под номером 12.8, анонсированная ZUN’ом 23 июля 2010 года. Fairy Wars является сюжетным продолжением манги «Тохо Сангэссэй», а подконтрольным игроку персонажем становится Тируно, объявившая войну трём феям. Особенностью игрового процесса стала возможность замораживать пули противников. Появляющиеся при диалогах портреты персонажей в данной игре нарисованы не ZUN’ом, а Макото Хирасакой. Английское название Fairy Wars можно увидеть во время прохождения уровней в правом нижнем углу окна программы.
Ten Desires (яп. 東方神霊廟 То:хо: Синрэйбё:)
- Дата выхода: 13 августа 2011 (80-й Комикет)[25]

Игра под номером 13, анонсированная ZUN’ом 28 февраля 2011 года. Выход демоверсии планировался на 8-м Рэйтайсае, который должен был пройти 13 марта, но был отложен в связи с землетрясением Тохоку в Японии на 8 мая, в связи с чем демоверсия вышла только 15 апреля. Играбельными персонажами являются Рэйму, Мариса, Санаэ и Ёму.
Hopeless Masquerade (яп. 東方心綺楼 ~ Hopeless Masquerade)
- Дата выхода: 26 мая 2013 (10-й Рэйтайсай)[25]

Double Dealing Character (яп. 東方輝針城 ~ Double Dealing Character)
- Дата выхода: 12 августа 2013 (84-й Комикет)[25]

Impossible Spell Card (яп. 弾幕アマノジャク　～ Impossible Spell Card)
- Дата выхода: 11 мая 2014 (11-й Рэйтайсай)[25]

Urban Legend in Limbo (яп. 東方深秘録 ~ Urban Legend in Limbo)
- Дата выхода: 10 мая 2015 (12-й Рэйтайсай)[25]

Legacy of Lunatic Kingdom (яп.  東方紺珠伝　～ Legacy of Lunatic Kingdom)
- Дата выхода: 14 августа 2015 (88-й Комикет)[25]

Antinomy of Common Flowers (яп.  東方憑依華 ～ Antinomy of Common Flowers)
- Дата выхода: 29 декабря 2017 (93-й Комикет)[25]

Hidden Star in Four Seasons (яп.  東方天空璋　～ Hidden Star in Four Seasons)
- Дата выхода: 11 августа 2017 (92-й Комикет)[25]

Violet Detector (яп.  秘封ナイトメアダイアリー　～ Violet Detector)
- Дата выхода: 10 августа 2018 (94-й Комикет)[25]

Wily Beast and Weakest Creature (яп.  東方鬼形獣　～ Wily Beast and Weakest Creature)
- Дата выхода: 12 августа 2019 (96-й Комикет)[25]

Unconnected Marketeers (яп. 東方虹龍洞 〜 Unconnected Marketeers)
- Дата выхода: 4 мая 2021

Unfinished Dream of All Living Ghost (яп. 東方獣王園 ~ Unfinished Dream of All Living Ghost)
- Дата выхода: 13 августа 2023

## Другие медиа
Помимо любительских игр («додзин-игр»), ZUN является автором нескольких литературных произведений и композитором музыкальных компакт-дисков в рамках вселенной.

### Музыкальные CD
Музыкальные альбомы, выпущенные ZUN’ом, содержат ре-аранжированную версию музыки из игр, а также новые треки. Почти все альбомы дополняются бонусным рассказом про «Клуб тайной печати» (яп. 秘封倶楽部 Hifuu Kurabu), за исключением первого и 5,5-го
«Музыкальная коллекция ZUN’а»
- Dolls in Pseudo Paradise (яп. 蓬莱人形)
- Ghostly Field Club (яп. 蓮台野夜行)
- Changeability of Strange Dream (яп. 夢違科学世紀)
- Retrospective 53 minutes (яп. 卯酉東海道)
- Magical Astronomy (яп. 大空魔術)
- Unknown Flower, Mesmerizing Journey (яп. 未知の花　魅知の旅) (5,5-й)
- Trojan Green Asteroid (яп. 鳥船遺跡)
- Neo-traditionalism of Japan (яп. 伊弉諾物質)
- Dr. Latency's Freak Report (яп. 燕石博物誌)
- Dateless Bar "Old Adam" (яп. 旧約酒場).

Кроме этого была выпущена серия дисков, содержащих музыку с PC-98 игр, под названием Akyu's Untouched Score (яп. 幺樂団の歴史). Одновременно с играми, сделанными ZUN’ом совместно с Tasogare Frontier — Immaterial and Missing Power, Scarlet Weather Rhapsody, Touhou Hisōtensoku, Hopeless Masquerade и Urban Legend in Limbo — выходили диски с саундтреком. Некоторые печатные издания также содержали бонусные диски с оригинальной и ре-аранжированной музыкой.

### Печатные издания
Curiosities of Lotus Asia
Серия коротких историй по вселенной Touhou под названием Curiosities of Lotus Asia (яп. 東方香霖堂 То:хо: Ко:риндо:). Она публиковалась с 4 декабря 2003 (включая превью) по 26 октября 2007 года в журналах Colorful Puregirl, Magazine Elfics и в Dengeki Moeoh. Протагонист — Ринносукэ Моритика, один из столь редких для серии Touhou персонажей мужского пола.
Тохо Сангэссэй
С 26 марта 2005 года по настоящее время в журнале Comp Ace выходит манга Тохо Сангэссэй (яп. 東方三月精 То:хо: Сангэссэй). В произведении рассказывается о повседневной жизни и приключениях трёх фей. Первая часть манги, называющаяся «Eastern and Little Nature Deity», иллюстрировалась Нэму Мацукурой. Однако из-за проблем со здоровьем художник не смог продолжить работу над мангой, и последующие главы иллюстрировались Макото Хирасакой. Со сменой иллюстратора английское название поменялось на «Strange and Bright Nature Deity». В мае 2009 года стала публиковаться 3-я часть серии, называющаяся «Oriental Sacred Place». Отдельным томом, к которому прилагался диск с музыкой, манга «Eastern and Little Nature Deity» вышла 26 января 2007 года. Первый и второй тома «Strange and Bright Nature Deity», также комплектуемые музыкальными дисками, вышли 26 января 2008 года и 18 февраля 2009 года соответственно.
Bohemian Archive in Japanese Red
Существует также два официальных фанбука серии Touhou. Первый — Bohemian Archive in Japanese Red (яп. 東方文花帖 То:хо: Бункатё) — был издан 11 августа 2005 года компанией Ichijinsha. Главной героиней произведения является тэнгу Ая Сямэймару — журналист мира Гэнсокё и автор газеты «Бумбуммару» (яп. 文々。新聞). В «Bohemian Archive in Japanese Red» представлены её статьи о некоторых персонажах серии Touhou, событиях предшествующих игр и о примечательных географических объектах. В состав фанбука входят несколько додзинси (любительская манга), интервью с ZUN’ом, а также CD-ROM с музыкальными композициями ZUN’а и демоверсией Phantasmagoria of Flower View.
Perfect Memento in Strict Sense
Второй фанбук — Perfect Memento in Strict Sense (яп. 東方求聞史紀 То:хо: Гумонсики) — опубликован 25 декабря 2006 года тем же издательством. В нём описываются мир Гэнсокё и населяющие его существа. В роли рассказчика выступает Хиэда-но Акю, проживающая в Деревне людей.
Seasonal Dream Vision
1 октября 2005 года издательством Tora no Ana была выпущена антология додзинси по вселенной Touhou — Seasonal Dream Vision (яп. 東方紫香花 То:хо: Сико:бана). Она также включает в себя рассказ, написанный ZUN’ом, и диск с музыкой.
Тохо Богэцусё
Сборник Тохо Богэцусё (яп. 東方儚月抄 То:хо: Бо:гэцусё:) представляет собой серию историй, так или иначе связанных с жителями Луны, и включает в себя мангу, роман и ёнкому:
- Silent Sinner in Blue — манга, публикуемая в журнале Comic Rex с июня 2007 года. Рэйму и Мариса являются одними из главных персонажей произведения. Первый том манги был опубликован издательством Ichijinsha 9 апреля 2008 года в комплекте с музыкальным диском; второй том вышел 9 декабря 2008 года[39].
- Cage in Lunatic Runagate — роман, главы которого публикуются в журнале Chara☆Mel с 25 июня 2007 года. Сюжет произведения дополняет мангу «Silent Sinner in Blue».
- Цуки но Инаба то Тидзё но Инаба (яп. 月のイナバと地上の因幡) — комедийная ёнкома, впервые опубликованная в журнале Manga 4koma Kings Palette 22 июня 2007 года. Главными персонажами произведения являются Рэйсэн и Тэви

The Grimoire of Marisa
28 июля 2009 года была выпущена книга «The Grimoire of Marisa», в которой от лица Марисы Кирисамэ рассказывается о картах заклинаний, встречавшихся в играх серии начиная с The Embodiment of Scarlet Devil и заканчивая Subterranean Animism. К фанбуку также прилагается музыкальный диск.
Wild and Horned Hermit
С 24 июля 2010 года в журнале Chara☆Mel Febri стала публиковаться манга Wild and Horned Hermit (яп. 東方茨歌仙 То:хо: Ибаракасэн), автором которой является ZUN, а иллюстратором — Ая Адзума. В произведении представлен новый персонаж — Касэн Ибара.
Forbidden Scrollery
С 2012 года публикуется манга Forbidden Scrollery (яп. 東方鈴奈庵 То:хо: Судзуна:н), сюжет для которой пишет ZUN, а иллюстрирует молодая художница Моэ Харукава.
Strange Creators of Outer World
С 30 сентября 2015 выходит официальный журнал, посвящённый исключительно «Тохо» — Strange Creators of Outer World (яп. 東方外來韋編 Tōhō Gairai Ihen). Он включает интервью с ZUN’ом и другими создателями додзин-произведений, продолжение «Curiosities of Lotus Asia» и мангу от додзинси-художников.

## Фэндом

### Популярность
Со времён выхода Embodiment of Scarlet Devil по вселенной «Тохо» было создано огромное количество фанатских работ: фан-арт, додзинси, додзин-музыка, додзин-игры и несколько неофициальных фанатских аниме. Следует признать, что невероятный объём фанатских производных работ сделал Touhou Project неотъемлемой частью японского медиа, создаваемого потребителями. В первую очередь именно благодаря бурной фанатской активности персонажам Touhou стали приписываться черты, которые ZUN в них первоначально не вкладывал. Благодаря столь огромному вниманию со стороны японских отаку Touhou Project быстро стал популярным и за границей и, по примеру любого популярного аниме или манги сформировал вокруг себя собственный, достаточно многочисленный и плодотворный западный фэндом.
|                                                                                              |
| График, сравнивающий по франшизам количество додзинси-событий на Комикете 85 (Декабрь 2013). |

ZUN признал и положительно оценил производные работы, и даже сам побуждал фанатов создавать их, накладывая лишь немного ограничений на использование своих произведений. Самые серьёзные ограничения — на неавторизованное коммерческое распространение и выкладывание концовок из игр в открытый доступ. ZUN заявлял, что не хочет официально коммерциализировать серию игр Touhou Project.
Не считая ранних фанатских работ, посвященных играм эпохи PC-98, которые не имели массовый характер, первые публикации производных додзинси-материалов по Touhou Project произошли на Комикете 65 в декабре 2003 года. На Комикете 74 в августе 2008 года уже 885 кружков, из числа 35 000 кружков, принимавших участие на Комикете, продавали фанатские материалы по Touhou Project. На Комикете 77 (Декабрь 2009) работы 2372 кружков были посвящены Touhou, преодолевая предыдущий рекорд по популярности, принадлежавший «The Prince of Tennis» на Комикете 66 (Август 2004), который составил 2130 кружков с материалами по одной франшизе. На Комикете 85 в декабре 2013 года «Тохо» всё ещё занимало первое место с 2272 кружками, продающими производные работы, далеко обгоняя другие франшизы.

### Музыка
Музыка серии Touhou Project обрела чрезвычайную популярность в среде додзин-музыкантов, множество компакт-дисков с аранжировками саундтрека, записанных фанатами игры, продаются на Комикете и других японских додзин-ярмарках. Примерами групп (музыкальных додзин-кружков), аранжирующих музыку, написанную ZUN’ом, могут служить IOSYS, COOL&CREATE, Kishida Kyoudan, BUTAOTOME. На vgmdb перечислено около 6.000 музыкальных альбомов, где в качестве композитора указан ZUN, то есть все эти альбомы — одни лишь аранжировки музыки из Touhou Project. В Восточной Азии проводились живые оркестровые концерты, посвящённые Touhou.
Примерами наиболее узнаваемых композиций, написанных ZUN’ом, могут служить «U.N Owen Was Her?», «Septette for a Dead Princess», «Flowering Night», «Border of Life», «Necrofantasia», «Hartmann’s Youkai Girl», «Reach for the Moon, Immortal Smoke».
С 14 октября 2018 года додзин-музыка с мероприятий начала распространяться через iTunes и Google Play Music.

### Видеоролики
Среди наиболее популярных фанатских работ — видео, создаваемые с помощью флеш-анимации, публикуемые музыкальным додзин-кружком IOSYS. Многие из них, например «Marisa Stole the Precious Thing», «Cirno’s Perfect Math Class» и «OVERDRIVE» популярны среди отаку на Nico Nico Douga, YouTube, интернет-форумах и имиджбордах, и, являясь производными работами по Touhou, сами становятся источниками многочисленных пародий.
Широкую известность в интернете приобрёл клип Bad Apple!! на аранжировку группы Alstroemeria Records одноимённого трека из «Lotus Land Story». Идея этого клипа зародилась на Nico Nico Douga, где и была коллективно воплощена в жизнь любителями. Впоследствии ролик обрёл широкую популярность в среде программистов и самодельщиков, которые стали показывать ролик или играть музыку из него на всём, на чём получится, но традиционно на не предназначенных для этого вещах, включая офисные программы, калькуляторы, компьютеры из 80-х и механизмы или логические схемы, созданные в компьютерных играх.

### Любительские видеоигры
Додзин-игры, основанные на «Тохо», часто являются адаптациями механики других игровых серий, с тем отличием, что в качестве персонажей в них выступают персонажи Touhou Project. Например Super Marisa Land и Super Marisa World (пародии игр серии Mario), имеющие названия Super Mario Land и Super Mario World соответственно), MegaMari (основанная на серии Mega Man) и Touhou Soccer (основанный на Captain Tsubasa от Tecmo).
На Tokyo Game Show 204 ZUN объявил о проекте сотрудничества с PlayStation — «Play Doujin!», благодаря которому неофициальные, сделанные фанатами додзин-игры могут быть портированы на PlayStation 4 (PS4) или на PlayStation Vita. На момент сентября 2014 года было объявлено о выходе на PS4 игр Fushigi no Gensōkyō 3 (不思議の幻想郷) от Aqua Style, Touhou Aogami Engi: The Genius of Sappheiros (東方蒼神縁起) от Strawberry Bose и Touhou Sky Arena Matsuri (東方スカイアリーナ祭) от Area-Zero. Игры будут опубликованы Mediascape, в соответствии с контрактом Sony Computer Entertainment и ZUN’а, как часть продвижения инди-игр для коммерческого распространения на платформы PlayStation.

### Reitaisai
Hakurei Shrine Reitaisai (яп. 博麗神社例大祭 Хакурэй дзиндзя Рэйтайсай, «регулярный большой фестиваль храма Хакурэй») — додзин-ярмарка, посвящённая только Touhou-тематике. Первый Рэйтайсай прошёл в 2004 году, в нём участвовали 114 додзин-кружков; в 2008 году их число достигло 1086. C 2008 года фестиваль проводится в Токийском международном выставочном центре, то есть обычном месте проведения Комикета.
| № | Дата | Число кружков | Место проведения                          |
| - | ---- | ------------- | ----------------------------------------- |
| 1 | 2004 | 114           | Ота, Токио                                |
| 2 | 2005 | 362           | Нака, Иокогама                            |
| 3 | 2006 | 680           | Sunshine City, Токио                      |
| 4 | 2007 | 653           | Sunshine City, Токио                      |
| 5 | 2008 | 1086          | Токийский Международный Выставочный Центр |
| 6 | 2009 | —             | Токийский Международный Выставочный Центр |

### Любительское аниме
По мотивам серии появилось 50-минутное анимационное видео Touhou Project Side Story (яп. 星の記憶 Хоси но Киоку, букв. «Воспоминания Звёзд»), созданное группой SOUND HOLIC и показанное в декабре 2007 года на 73-м Комикете.
Кроме того, существует OVA-сериал додзин-студии Maikaze под названием Touhou Unofficial Doujin Anime: A Summer Day`s Dream (яп. 東方二次創作同人アニメ 夢想夏郷 То:хо: Нидзи Со:саку До:дзин Анимэ — Мусо: Какё:), первая серия которого была представлена 29 декабря 2008 года на 75-м Комикете. К данному аниме прилагаются официальные английские субтитры. В озвучивании принимали участие известные профессиональные сэйю:
| Роль            | Сэйю            |
| --------------- | --------------- |
| Рэйму Хакурэй   | Маи Накахара    |
| Мариса Кирисамэ | Миюки Савасиро  |
| Ая Сямэймару    | Аюми Фудзимура  |
| Пачули Нолидж   | Микако Такахаси |
| Сакуя Идзаёй    | Риэ Танака      |
| Ремилия Скарлет | Аюми Цудзи      |
| Суйка Ибуки     | Аки Тоёсаки     |
| Голос за кадром | Кикуко Иноуэ    |

Вторая серия вышла в свет 11 августа 2012 года на 82 комикете.

## Оценки
В 2007 году Touhou Project был одним из номинантов на 11-ю ежегодную премию Японского фестиваля медиаарта в категории «развлечения». Однако в конечном итоге приз достался Nintendo Wii Sports.
Touhou Project был упомянут в журнале «Мир фантастики» (выпуск за февраль 2009 года): автор заметки отметил высокую популярность Touhou в Сети, а также факт озвучивания любительского аниме от студии Maikaze профессиональными сэйю. Помимо этого, небольшая статья о Touhou Project была написана в журнале «Страна Игр» в выпуске № 289 (второй августовский 2009 года) в рубрике «Банзай!».

## Влияние
- В честь Рэйму Хакурей в Китае был назван выведенный в 2017 году цветок[68].